# 柯朝阳
柯朝阳（1894年—1984年），号方明，男，福建同安縣人，中国企业家、政治人物，曾任致公党中央常委，第四、五届全国政协委员。